# Tamarix gracilis
Tamarix gracilis är en tamariskväxtart som beskrevs av Carl Ludwig von Willdenow. Tamarix gracilis ingår i släktet tamarisker, och familjen tamariskväxter.

## Underarter
Arten delas in i följande underarter:
- T. g. angustifolia
- T. g. cupressiformis